# La golondrina
La golondrina (spanska: "svalan") är en sång skriven år 1862 under Franska interventionen i Mexiko av mexikanen Narciso Serradell Sevilla (1843–1910). Den spelades första gången in i juni 1906 av Señor Carl Francisco. Ytterligare spanska versioner har spelats in av bland andra Caterina Valente, Nat King Cole och Plácido Domingo. Felica & Boudleaux Bryant skrev en text på engelska som heter "She Wears My Ring", som bland annat spelades in av Elvis Presley 1973, samt av Roy Orbison, Solomon King, och Johnny O'Keefe men som första gången gavs ut på skiva 1960 med Jimmy Bell.
Britt Lindeborg skrev en text på svenska till sången, som heter "Mitt sommarlov" och som spelades in av Anita Hegerland, vilken släpptes i Sverige i juni 1970 som B-sida till singeln "En sån dag". Den versionen har sommarlovstema. Under perioden 2 augusti–11 oktober 1970 (elva veckor) låg låten på Svensktoppen, varav etta i sju veckor. Sången fanns även med på albumet Anita från samma år. "En sån dag"/"Mitt sommarlov" blev också en stor hitsingel i Norge, och toppade den norska singellistan.
Den finns även en svenskspråkig text, skriven av Arne Swedén, med titeln "Farväl till Mexico". Den sjöngs in av norrmannen Ray Adams, Rune Öfwermans orkester och utgavs på singeln Sonet SXP-4072 1965.
Rally-gänget har spelat in detta musikstycke i fem versioner. Tre av dessa, Mitt aftonblad, Mitt sommardäck och Mitt sommarlån, framfördes av Fredrik Wegraeus som sig själv. Den fjärde, Mitt sommarhår, framförs av Peter Apelgren som sig själv och den femte, Mitt sommarlov, framförs av Fredrik Wegraeus som Frank Robertsson. Samtliga har ny text, är inspelade för radiobruk och finns ej tillgängliga på skivmarknaden.